# Solanum cyclophyllum
Solanum cyclophyllum är en potatisväxtart som beskrevs av Sandra Diane Knapp. Solanum cyclophyllum ingår i släktet skattor som ingår i familjen potatisväxter. Inga underarter finns listade i Catalogue of Life.